# Bajor Erzsébet német királyné
Bajor Erzsébet (1227 körül, Landshut – 1273. október 9.) német királyné, IV. Konrád német király felesége.

## Családja
Erzsébet volt Wittelsbach II. Ottó bajor herceg és Rajnai Ágnes legidősebb lánya. Anyai nagyapja V. Henrik rajnai választófejedelem és Stauf Ágnes volt.
Stauf Ágnes pedig Hohenstauf Konrád és Hennebergi Irmingard lányaként született.

## Házassága és gyerekei
Erzsébet apja, II. Ottó, II. Frigyes császár támogatója lett, miután megoldódott a köztük dúló konfliktus. Szövetségüket egy házassággal pecsételték meg a legidősebb Wittelsbach lány és a legidősebb Hohenstauf örökös között. Ez a fiú volt a későbbi IV. Konrád, II. Frigyes fia és örököse. 1246. szeptember 1-jén kötöttek házasságot Landshutban.
Konrádnak és Erzsébetnek egy fia született:
- Konradin (1252. március 25.-1268. október 29.)

Apósa, II. Frigyes, 1250. december 13-án meghalt. Halála idején harcban állt IV. Ince pápával és szövetségeseivel. Konrád kénytelen volt folytatni ezt a harcot, amíg ő maga is meg nem halt maláriában 1254. május 21-én Lavellóban, Basilicatában.
Erzsébet öt év múlva újra házasodott. Második férje II. Menyhért, Karintia hercege lett 1259-ben.
Hat gyermekük született:
- Erzsébet (1262-1312), I. Albert (1248-1308) osztrák herceg felesége és 1298-tól német királyné.
- Ottó (? - kb. 1310) Karintiai Erzsébet apja, aki II. Péter szicíliai király felesége lett.
- Albert (?-1292)
- Lajos (?-1305)
- Henrik (1270 körül–1335) Csehország királya 1306-ban és 1307–1310-ig, Karintia hercege 1310–1335, tiroli gróf, 1. felesége Přemysl Anna, 2. felesége Braunschweigi Adelhaid, 3. felesége Savoyai Beatrix, házasságaiból 3 gyermek, többek között:
  - Margit tiroli grófnő
- Ágnes (?-1293), I. Frigyes (1257-1323) meisseni őrgróf, II. Frigyes császár unokájának felesége. Egyetlen fiuk, Frigyes, követte apját a trónon.

| Előd: Plantagenêt Izabella | Német királyné (1246. szeptember 1.-1254. május 21.)    | Utód: Provence-i Sancha |
| Előd: Plantagenêt Izabella | Szicíliai királyné (1250. december 13.-1254. május 21.) | Utód: Savoyai Beatrix   |